# Uluch Ali
Uluch Ali (tur.: Uluç Ali Reis, później Uluç Ali Paşa i ostatecznie Kılıç Ali Paşa), właściwie Giovanni Dionigi Galeni (ur. 1519, zm. 21 czerwca 1587) – muzułmański korsarz pochodzenia włoskiego, który przeszedł na islam i doszedł do godności Kaptan-ı Deryi w marynarce wojennej imperium osmańskiego.
W krajach europejskich basenu Morza Śródziemnego znany pod różnymi imionami. Często – szczególnie we Włoszech – nazywano go Occhialim, zaś Miguel de Cervantes w 39. rozdziale powieści Don Kichot określił go jako Uchaliego. Kiedy indziej nazywano go po prostu Alim Paszą.

## Młodość
Uluch Ali był synem żeglarza Birno Galeniego i jego żony Pippy de Cicco z wioski Le Castella (w pobliżu dzisiejszej miejscowości Isola di Capo Rizzuto) w Kalabrii. Ojciec chciał, żeby został księdzem, ale 29 kwietnia 1536 roku Giovanni został porwany przez Alego Ahmeda, jednego z kapitanów pirackiej floty Hajraddina Barbarossy, i został zesłany na galery. Po kilku latach przeszedł na islam i został piratem.
Jako zdolny żeglarz szybko awansował, a zdobyte przezeń łupy pozwoliły na zakup brygantyny. Dalsze sukcesy doprowadziły do tego, że został kapitanem i właścicielem galery, zyskując reputację jednego z najlepszych piratów Berberii. Będąc w stopniu reisa, przyłączył się do Turguta, wówczas najgroźniejszego pirata basenu Morza Śródziemnego, a jednocześnie osmańskiego admirała i beja Trypolisu. Współdziałając z Turgutem, zdobył sobie zaufanie innego osmańskiego admirała Pijala, z którym Turgut od czasu do czasu współdziałał. Jego zwycięstwa w bitwach z flotami chrześcijańskimi zaowocowały przyznaniem mu zwierzchnictwa nad administracją wyspy Samos na Morzu Egejskim w roku 1550. W 1565 został podniesiony do rangi bejlerbeja (gubernatora) Aleksandrii. W tym samym roku wziął udział w oblężeniu Malty, a gdy Turgut Reis zginął podczas oblężenia, Pijal Pasza mianował Uluch Alego następcą Turguta jako beja Trypolisu. Wkrótce też został paszą z nadania sułtana Sulejmana Wspaniałego.

## Pasza Algieru

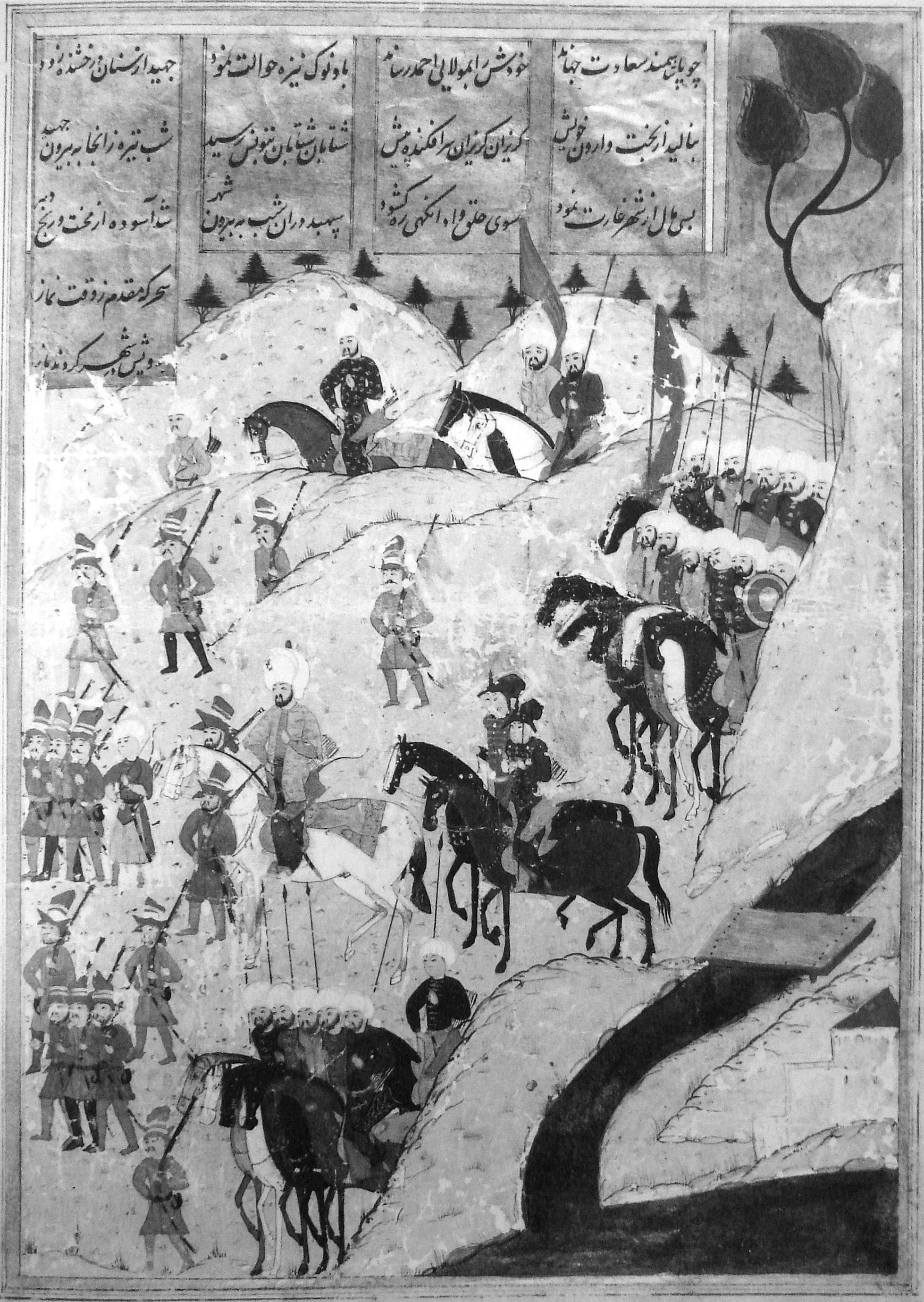
Osmańskie wojska Uluch Alego maszerują na Tunis (1569)

W marcu 1568 zwolniło się stanowisko zarządcy Algieru, na które – z polecenia Pijala Paszy – sułtan Selim II mianował Uluch Alego. W ten sposób stał się panem najpotężniejszego i coraz bardziej niezależnego pirackiego państwa Afryki Północnej. W październiku roku 1569 wystąpił przeciwko hafsydzkiemu sułtanowi z hiszpańskiego nadania Hamidowi z Tunisu. Po marszu przez pustynię na czele około 5000 ludzi błyskawicznie pokonał wojska Hamida i stał się władcą Tunisu.
W lipcu 1570 roku, w czasie podróży do Stambułu, gdzie miał prosić sułtana o więcej okrętów i wojska dla ostatecznego wyparcia Hiszpanów z Afryki Północnej, Uluch Ali napotkał u przylądka Passaro pięć galer joannitów dowodzonych przez Francisca de Sant Clement, i zdobył cztery z nich (Sant Clement zdołał ujść, ale po powrocie na Maltę został postawiony przed sądem i skazany na śmierć). To zwycięstwo spowodowało, że Uluch postanowił przerwać podróż i wrócić do Algieru, by uczcić swą wiktorię. W roku 1571 miał miejsce bunt janczarów, którzy domagali się wypłaty zaległego żołdu. Zamiast ukarać ich, zdecydował wysłać ich w morze, by zadośćuczynili sobie rabunkami. Dowiedziawszy się, że u wybrzeży Morei zbiera się wielka flota turecka, mająca rozprawić się z chrześcijanami, postanowił dołączyć do niej. Była to flota Alego Paszy Muezinowicza, która miała ponieść klęskę pod Lepanto kilka miesięcy później.

## Lepanto
7 października 1571 roku Uluch Ali dowodził lewym skrzydłem floty Alego Paszy w bitwie pod Lepanto. W chaosie walki udało mu się utrzymać porządek w swojej eskadrze, wymanewrować swego bezpośredniego przeciwnika, Gianandrea Dorię i zdobyć okręt flagowy Kawalerów Maltańskich wraz z ich Wielkim Sztandarem.
Kiedy stało się jasne, że Turcy bitwę przegrają, wyrwał swoje okręty z zamętu, zebrał wokół siebie pozostałości floty osmańskiej (łącznie 87 galer i fust), z którymi dotarł do Stambułu. U stóp sułtańskiego tronu złożył zdobyty sztandar joannitów, w zamian otrzymał honorowy tytuł Kılıç („Miecz”), a 29 października 1571 został mianowany „Kaptan-ı Derya (Wielkim Admirałem) i Bejlerbejem Wysp”. Od tego czasu występował jako Kilich Ali Pasza (tur.: Kılıç Ali Paşa).

## Kaptan-ı Derya 1572-1587
Pijal Pasza i Kilich Ali Pasza niemal natychmiast przystąpili do odbudowy floty osmańskiej. Kilich Ali postawił na większe i cięższe okręty, wzorowane na weneckich galeasach, cięższe działa na galerach, a także wyposażenie w broń strzelecką żołnierzy piechoty morskiej. W czerwcu 1572 roku wyruszył na czele 250 galer i wielkiej liczby mniejszych jednostek szukać odwetu za Lepanto. Dopadł flotę chrześcijan zakotwiczoną w jednej z zatok Morei, ale jego sprytny plan polegający na wywabieniu nieprzyjaciela w morze i zniszczeniu za pomocą szybkich, powtarzających się uderzeń, nie powiódł się, bowiem przeciwnicy, obawiając się okrążenia i zniszczenia, nie wyszli na pełne morze.
W roku 1573 Kilich Ali Pasza dowodził kampanią u wybrzeży Półwyspu Apenińskiego. W tym samym roku władzę w Algierze przejął Arab Ahmed, a Don Juan de Austria, zwycięzca spod Lepanto, zdobył Tunis. W rok później Kilich Ali pożeglował do Tunisu na czele floty składającej się z 250 galer i wielkiej armii pod wodzą Sinana Paszy, 25 sierpnia zajął kasbę strzegącą wejścia do portu, a samo miasto 13 września. następnie podążył do Maroka i zbudował turecki zamek naprzeciwko brzegów Hiszpanii. W roku 1576 dokonał zbrojnej napaści na Kalabrię, a w 1578 stłumił kolejny bunt algierskich janczarów, którzy zamordowali Araba Ahmeda. W roku 1584 dowodził uderzeniem floty na Krym, a w 1585 stłumił rewolty w Syrii i Libanie.
Kilich Ali Pasza zmarł 21 czerwca 1587 w Stambule. Został pochowany w meczecie swego imienia, wzniesionym w roku 1580 przez architekta i budowniczego Sinana.